# Jimmy Littlejohn
James Adam Littlejohn, meglio noto come Jimmy Littlejohn (Glasgow, 8 luglio 1910 – Dundee, 24 agosto 1989), è stato un allenatore di calcio e calciatore scozzese.

## Carriera
Littlejohn è stato giocatore e manager del Dundee United, che capitanò alla sua prima finale di coppa, quando perse 1-0 contro i Rangers nella Scottish Cup del 1940.

## Palmarès

### Giocatore

#### Competizioni nazionali
- Scottish Championship: 1

Cowdenbeath: 1938-1939